# هيو شيريدان
هيو شيريدان (بالإنجليزية: Hugh Sheridan)‏ هو ممثل ومغنى ومقدم تلفزيوني أسترالي ولد بتاريخ 30 يونيو 1985 في أديلايد.
1. ↑  MusicBrainz (بالإنجليزية), MetaBrainz Foundation, QID:Q14005
2. ↑  "معلومات عن هيو شيريدان على موقع imdb.com". imdb.com. مؤرشف من الأصل في 2017-02-28.
3. ↑  "معلومات عن هيو شيريدان على موقع musicbrainz.org". musicbrainz.org. مؤرشف من الأصل في 2019-12-16.

## وصلات خارجية
- هيو شيريدان على موقع IMDb (الإنجليزية)
- هيو شيريدان على موقع ميوزك برينز (الإنجليزية)
- هيو شيريدان على موقع قاعدة بيانات الفيلم (الإنجليزية)

صفحته على IMDb